# Nazionale femminile di calcio del Belgio
La nazionale femminile di calcio del Belgio (in francese Équipe de Belgique de football féminin ed in in olandese Belgisch vrouwenvoetbalelftal) è la rappresentativa calcistica femminile internazionale del Belgio, gestita dalla locale federazione calcistica (URBSFA/KBVB).
In base alla classifica emessa dalla FIFA il 12 giugno 2025, la nazionale femminile occupa il 20º posto del FIFA/Coca-Cola Women's World Ranking.
Come membro dell'UEFA partecipa a vari tornei di calcio internazionali, quali il campionato mondiale FIFA, il campionato europeo UEFA, i Giochi olimpici estivi e i tornei a invito.

## Storia

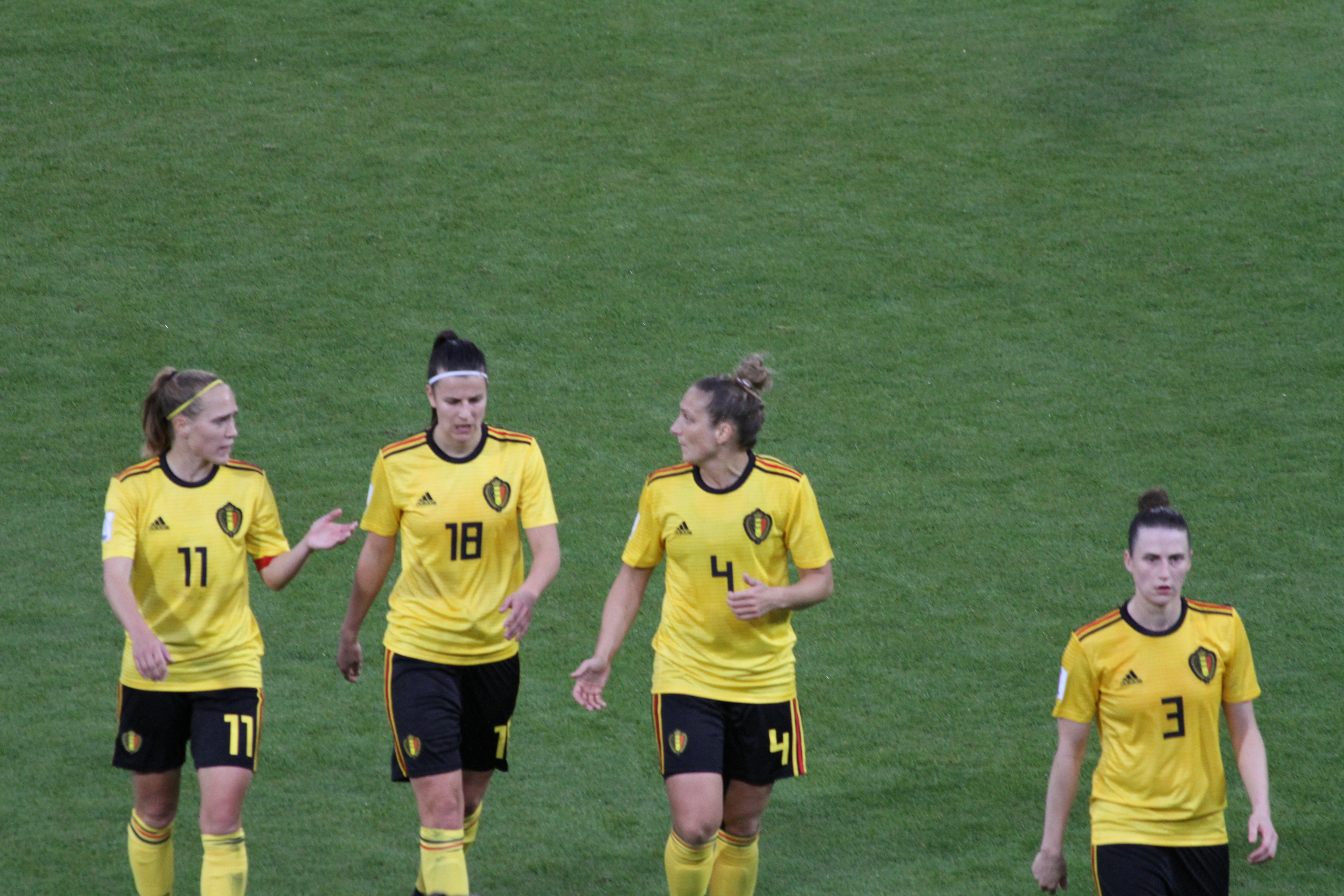
Calciatrici della nazionale belga nella sfida all' valida per le qualificazioni al campionato mondiale 2019.

La nazionale femminile belga disputò la sua prima partita il 30 maggio 1976 a Reims contro la nazionale francese, vincendo per 2-1. Nel 1977 disputò due ulteriori partite, una di nuovo contro la Francia e l'altra contro la Svizzera, pareggiandole entrambe. Negli anni successivi disputò sia partite amichevoli sia tornei internazionali, quali la Coppa Abruzzo 1978 nella quale conquistò il terzo posto finale. Nel biennio 1982-1983 la nazionale belga fu impegnata nelle qualificazioni al primo campionato europeo disputatosi nel 1984. Sorteggiato nel gruppo 4, il Belgio affrontò la Danimarca, i Paesi Bassi e la Germania Ovest, terminando all'ultimo posto, nonostante i 5 punti conquistati in 6 gare. Nell'agosto 1984 la nazionale belga prese parte alla seconda edizione del Mundialito, un torneo a invito per nazionali femminili che si disputava in Italia, e concluse il torneo al quarto e ultimo posto. Negli anni successivi il Belgio partecipò a tutte le qualificazioni ai campionati europei, avvicinandosi maggiormente a superare la fase iniziale a gironi nel corso delle qualificazioni al campionato 1989, quando concluse al terzo posto con le prime due classificate ammesse ai quarti di finale. Anche nelle qualificazioni ai campionati mondiali la nazionale belga rimase ben lontana dalla possibilità di accedere alla fase finale.
Nel 2011 alla guida tecnica della nazionale arrivò Ives Serneels, che portò le ragazze belga a notevoli miglioramenti nelle prestazioni. Nel corso delle qualificazioni al campionato europeo 2013 la nazionale belga concluse il girone 3 al terzo posto con 6 vittorie su 10 partite, a due soli punti dal secondo posto che assicurava la disputa dei play-off e a quattro punti di distanza dalla Norvegia vincitrice del girone. Nel successivo biennio il Belgio concluse al terzo posto anche il suo girone di qualificazione al campionato mondiale 2015. Nel corso di queste qualificazioni la nazionale belga riuscì a pareggiare in casa dei Paesi Bassi per 1-1 e a conquistare una delle più larghe vittorie della sua storia, superando per 11-0 la Grecia, nonché Aline Zeler e Tessa Wullaert realizzarono, rispettivamente, 12 e 10 reti. In questi anni iniziò ad essere usato l'appellativo Red Flames per indicare le ragazze della nazionale belga.
Il biennio 2015-2016 segnò un importante passo nella storia della nazionale belga perché il secondo posto conquistato alle spalle dell'Inghilterra nel girone 7 delle qualificazioni determinò l'accesso alla fase finale del campionato europeo 2017. Al campionato europeo il Belgio venne sorteggiato nel gruppo A assieme alla nazionale ospitante dei Paesi Bassi, alla Danimarca e alla Norvegia. All'esordio il Belgio perse 1-0 dalla nazionale danese, ma nella seconda partita si riscattò sconfiggendo la nazionale norvegese per 2-0, grazie alle reti realizzate da Elke Van Gorp e da Janice Cayman. La successiva sconfitta contro i Paesi Bassi per 2-1 rappresentò l'eliminazione delle Red Flames dal torneo col terzo posto nel girone. Nelle successive qualificazioni al campionato mondiale 2019 il Belgio concluse il gruppo 6 al secondo posto dietro alla nazionale italiana, vincendo 6 partite su 8 e ottenendo la vittoria più larga della sua storia con un 12-0 rifilato alla Moldavia. Col secondo posto le Red Flames vennero ammesse ai play-off, dove vennero, però, eliminate dalla Svizzera per la regola dei gol fuori casa dopo aver pareggiato sia la gara di andata sia quella di ritorno.
Nel febbraio 2022 ha vinto il suo primo trofeo internazionale, la Pinatar Cup, manifestazione a inviti, superando in finale la Russia dopo i tiri di rigore. Al campionato europeo 2022 la nazionale belga venne inserita nel gruppo D assieme a Francia, Italia e Italia. Dopo aver pareggiato l'esordio contro le islandesi e perso la seconda partita contro le francesi, la vittoria contro le italiane nella terza giornata grazie alla rete di Tine De Caigny diede al Belgio il secondo posto nel raggruppamento e l'accesso alla fase a eliminazione diretta. Nei quarti di finale le belghe vennero sconfitte ed eliminate dalla Svezia con una rete nei minuti di recupero del secondo tempo.

## Partecipazione ai tornei internazionali
Legenda: Grassetto: Risultato migliore, Corsivo: Mancate partecipazioni

## Palmarès
- Pinatar Cup: 1

2022

## Selezionatori
- ?-?:  Albert Bers
- 1973-1999:  Johan Bol
- 1999-2011:  Ann Noë
- 2011-2024:  Ives Serneels
- 2025-:  Elísabet Gunnarsdóttir

## Tutte le rose

### Europei
Campionato d'Europa UEFA 20171 Odeurs, 2 Philtjens, 3 Jaques, 4 Coutereels, 5 Van De Putte, 6 De Caigny, 7 Van Gorp, 8 Onzia, 9 Wullaert, 10 Zeler, 11 Cayman, 12 Lemey, 13 Yuceil, 14 Vanmechelen, 15 Daniëls, 16 Van Den Abbeele, 17 Coryn, 18 De Neve, 19 Courtois, 20 Biesmans, 21 Evrard, 22 Deloose, 23 Van Wynendaele, CT: Serneels
Campionato d'Europa UEFA 20221 Evrard, 2 Philtjens, 3 Van Kerkhoven, 4 Tysiak, 5 Wijnants, 6 De Caigny, 7 Eurlings, 8 Delacauw, 9 Wullaert, 10 Vanhaevermaet, 11 Cayman, 12 Lemey, 13 Dhont, 14 Vanmechelen, 15 Vangheluwe, 16 Minnaert, 17 Tison, 18 De Neve, 19 Kees, 20 Biesmans, 21 Lichtfus, 22 Deloose, 23 Missipo, CT: Serneels
Campionato d'Europa UEFA 20251 Evrard, 2 Philtjens, 3 Van Kerkhoven, 4 Tysiak, 5 Wijnants, 6 De Caigny, 7 Eurlings, 8 Teulings, 9 Wullaert, 10 Vanhaevermaet, 11 Cayman, 12 Bastiaen, 13 Dhont, 14 Blom, 15 Toloba, 16 Mertens, 17 Janssens, 18 Iliano, 19 Kees, 20 Detruyer, 21 Lichtfus, 22 Deloose, 23 Missipo, CT: Gunnarsdóttir

## Rosa
Lista delle 23 giocatrici convocate dalla selezionatrice Elísabet Gunnarsdóttir per il campionato europeo 2025. Presenze e reti aggiornate al momento della convocazione.
| N. | Pos. | Giocatore             | Data nascita (età)          | Pres. | Reti | Squadra             |  |
| -- | ---- | --------------------- | --------------------------- | ----- | ---- | ------------------- |  |
|    | P    | Femke Bastiaen        | 11 aprile 2001 (24 anni)    | 0     | 0    | Utrecht             |  |
|    | P    | Nicky Evrard          | 26 maggio 1995 (30 anni)    | 72    | 0    | PSV                 |  |
|    | P    | Lisa Lichtfus         | 7 ottobre 1996 (28 anni)    | 16    | 0    | Le Havre            |  |
|    |      |                       |                             |       |      |                     |  |
|    | A    | Janice Cayman         | 12 ottobre 1988 (36 anni)   | 161   | 48   | Leicester City      |  |
|    | D    | Laura Deloose         | 18 giugno 1993 (32 anni)    | 103   | 4    | Anderlecht          |  |
|    | D    | Isabelle Iliano       | 2 marzo 1997 (28 anni)      | 12    | 0    | Club YLA            |  |
|    | D    | Jill Janssens         | 3 ottobre 2003 (21 anni)    | 37    | 2    | Hoffenheim          |  |
|    | D    | Sari Kees             | 17 febbraio 2001 (24 anni)  | 37    | 5    | Leicester City      |  |
|    | D    | Zenia Mertens         | 27 febbraio 2002 (23 anni)  | 5     | 0    | OH Lovanio          |  |
|    | D    | Davina Philtjens      | 26 febbraio 1989 (36 anni)  | 126   | 10   | Sassuolo            |  |
|    | D    | Amber Tysiak          | 26 gennaio 2000 (25 anni)   | 38    | 5    | West Ham            |  |
|    |      |                       |                             |       |      |                     |  |
|    | C    | Tine De Caigny        | 9 giugno 1997 (28 anni)     | 107   | 42   | Anderlecht          |  |
|    | C    | Marie Detruyer        | 13 gennaio 2004 (21 anni)   | 25    | 3    | Inter               |  |
|    | C    | Elena Dhont           | 27 marzo 1998 (27 anni)     | 42    | 4    | Sassuolo            |  |
|    | C    | Kassandra Missipo     | 3 febbraio 1998 (27 anni)   | 71    | 2    | Sassuolo            |  |
|    | C    | Jarne Teulings        | 11 gennaio 2002 (23 anni)   | 22    | 2    | Feyenoord           |  |
|    | C    | Justine Vanhaevermaet | 29 aprile 1992 (33 anni)    | 73    | 9    | Everton             |  |
|    | C    | Sarah Wijnants        | 13 ottobre 1999 (25 anni)   | 40    | 3    | Anderlecht          |  |
|    |      |                       |                             |       |      |                     |  |
|    | A    | Jassina Blom          | 3 settembre 1994 (30 anni)  | 41    | 11   | Granadilla Tenerife |  |
|    | A    | Hannah Eurlings       | 1º gennaio 2003 (22 anni)   | 39    | 6    | OH Lovanio          |  |
|    | A    | Mariam Toloba         | 20 settembre 1999 (25 anni) | 8     | 2    | Nantes              |  |
|    | A    | Ella Van Kerkhoven    | 20 novembre 1993 (31 anni)  | 29    | 16   | Feyenoord           |  |
|    | A    | Tessa Wullaert        | 19 marzo 1993 (32 anni)     | 144   | 92   | Inter               |  |